# Sabathu
Sabathu (également connue sous le nom de Subathu) est une ville de cantonnement du district de Solan dans l'État indien de l'Himachal Pradesh. 

## Géographie
Sabathu a une altitude moyenne de 1265 mètres (4150   pieds). 

## Démographie
D'après le recensement indien de 2001 la population de Sabathu était de 8 720 personnes. Les hommes constituant 47 % de la population et les femmes 53 %. Sabathu a un pourcentage de 86 % de personnes sachant lire et écrire (supérieur à la moyenne nationale de 59,5 %). 91 % des hommes et 77 % des femmes savent lire. A Sabathu, 9 % de la population a moins de 6 ans.
Le Grand Sabathu avait également abrité une colonie de lépreux régionale au cours du XIXe siècle. Les expéditions militaires britanniques ont conservé des archives de ce centre. 
Sabathu fut une garnison des 1er et 4e Régiment de fusiliers Gorkhas et abrite le 14 Gorkha Traning Center (14 GTC), fusion des unités de support de garnison des 1er et 4 Fusiliers Gorkhas.

## Personnalité
- James Gilbert Gerard (v. 1793-1795-1835), explorateur et chirurgien écossais, mort à Sabathu.